# カッサパ1世
カッサパ1世（Kashyapa I, 生年不明 - 495年）は古代スリランカのアヌラーダプラ王国国王。473年から495年までの間在位した。世界遺産シーギリヤ王宮を築いたとされる。父ダートゥセーナを監禁・殺害して王位を手に入れるが、後に弟のモッガラーナ1世に攻められ、自ら命を絶った。その経緯から、後に「父殺しのカッサパ」と呼ばれるようになった。また、その行動から「狂気王」と呼ばれることもある。

## 王位の獲得
カッサパはダートゥセーナの長男であったが、母が庶民出身のため王位継承権を持っていなかった。一方、弟のモッガラーナの母は王家の血筋を引いており、カッサパは王位が彼に渡ることを恐れていた。そのため、彼は父ダートゥセーナから王位を奪うことを計画した。国王軍の司令官であり、ダートゥセーナへの復讐を企てるミガラの助けを借りたカッサパはクーデターを起こし、父を王位から追放した。
473年、ダートゥセーナは監禁され、カッサパが国王となった。しかし、兄からの暗殺を恐れた弟モッガラーナは南インドへと亡命した。ミガラはカッサパに対して父親が財宝を隠していると吹き込み、カッサパは父親に対して財宝のありかを教えるように迫った。しかし父ダートゥセーナはカッサパを自らが建造した貯水池へと案内し、自分の宝はこれだけだと伝えた。これに対して激怒したカッサパはミガラに対して父を殺すように命じ、ダートゥセーナは殺害された。

## シーギリヤ王宮の建設

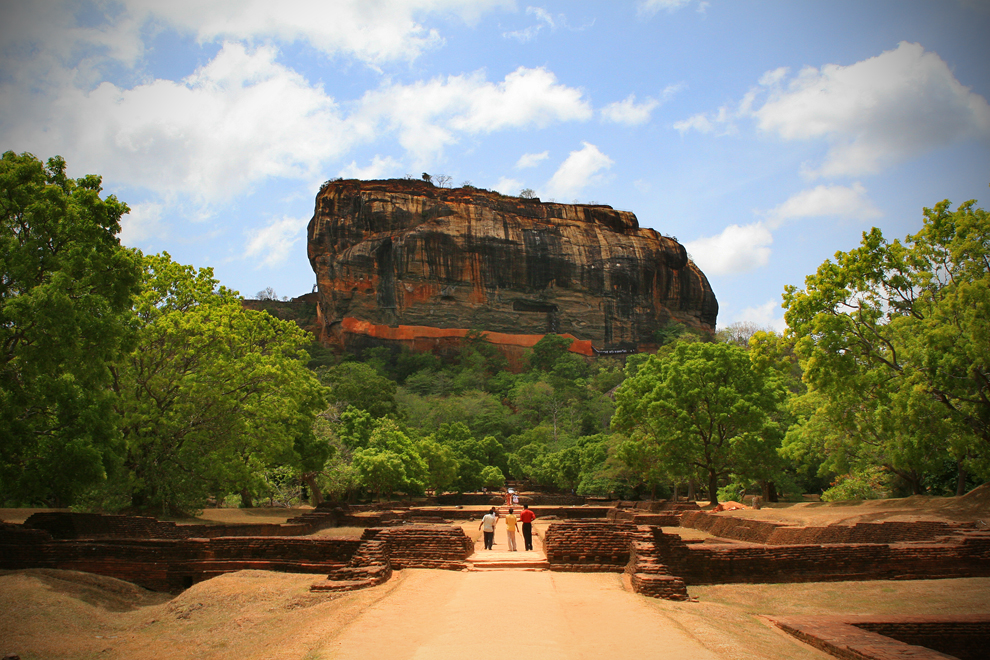
シーギリヤ・ロック

父殺しという仏教徒として最大の罪を犯したカッサパは、民衆や仏僧から「父殺しのカッサパ」として軽蔑された。このことに加えて弟からの反撃を恐れたカッサパは首都アヌラーダプラを離れ、シーギリヤ・ロックの上に王宮を築いた。また岩の周辺には都市を建設した。この岩山の頂上に王宮を建設するというのは亡き父ダートゥセーナの夢でもあった。王宮の工事には7年を要した。
シーギリヤ・ロックは巨大な岩山であり、見晴らしが非常によかった。そのためカッサパはこの地を王都として選んだ。また岩山の周囲には塁壁や堀が造られ、堀にはワニが放たれた。堀の内側には「水の庭園」が築かれ、複数の池や噴水などが設置された。これらの池や噴水を維持するために高度な配水システムが整備され、これは現在においても機能している。
シーギリヤ・ロックの上には王宮が設けられ、その他の建築物やプールも設置された。山の中腹にはフレスコ画「シーギリヤ・レディ」が描かれた。

## 敗北と死
南インドへと逃れた弟のモッガラーナは現地で兵を調達してスリランカへと帰還した。シーギリヤ周辺で戦闘が行われ、兄カッサパが敗れた。カッサパは自らの剣で命を絶ち、彼の統治は495年に終わった。そしてその後、弟がモッガラーナ1世として即位した。